# Space Launch System

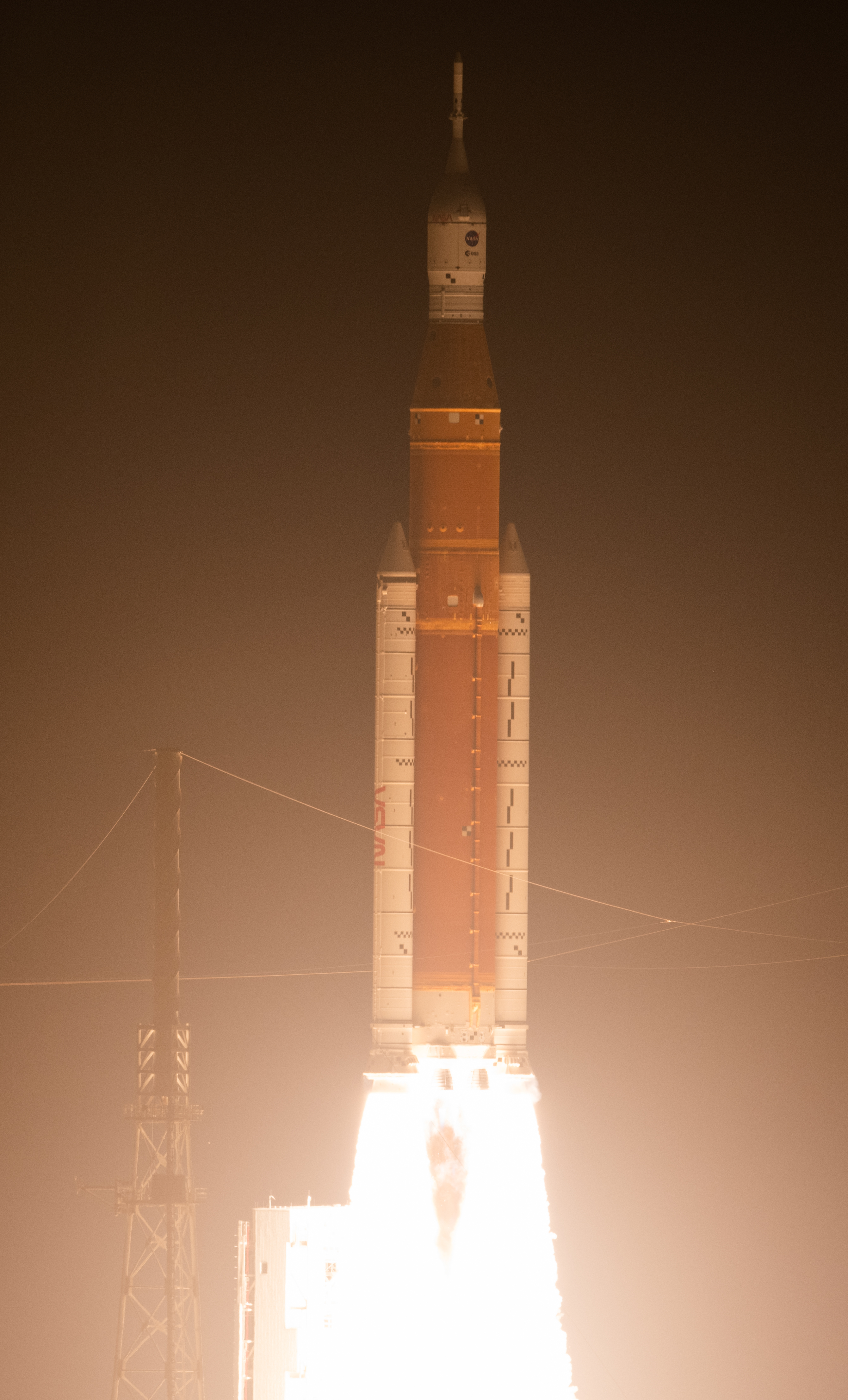
Start des ersten SLS mit Artemis 1 am 16. November 2022

Das Space Launch System (englisch für „Weltraum-Startsystem“), kurz SLS, ist eine im Auftrag der NASA entwickelte Schwerlastrakete zur bemannten Erforschung des Weltraums über einen niedrigen Erdorbit hinaus. Der erste unbemannte Start fand am 16. November 2022 statt, ein erster bemannter Start ist für 2026 geplant. Technologisch baut die Rakete auf den nie realisierten Plänen der Ares-V-Rakete im Rahmen des Constellation-Programms auf. Basis der Entwicklung sind die Haupttriebwerke, die Feststoffbooster und der Außentank des 2011 beendeten Space-Shuttle-Programms.

## Vorgeschichte und Planung
Nach dem Ende der bemannten Mondmissionen im Rahmen des Apollo-Programms konzentrierte sich die NASA auf bemannte Einsätze im niedrigen Erdorbit und entwickelte das Space Shuttle, das mit der Columbia am 12. April 1981 erstmals in den Weltraum startete. 22 Jahre später, am 1. Februar 2003, zerbrach Columbia beim Wiedereintritt in die Atmosphäre (siehe Columbia-Katastrophe), und es gab ein Umdenken bei der NASA und der US-Regierung. Das Shuttle galt mittlerweile als veraltet und zu teuer. So kündigte US-Präsident George W. Bush Anfang 2004 das Ende des Shuttle-Programms nach der Fertigstellung der Internationalen Raumstation (ISS) im Jahr 2010 an. Außerdem verkündete er im Rahmen der Initiative Vision for Space Exploration (VSE; englisch für „Vision für Weltraumerforschung“) die Entwicklung neuer Raketen und eines Raumschiffs zur Rückkehr zum Mond und letztendlich Flüge bis zum Mars an.
Aus dieser Vision entwickelte sich dann das Constellation-Programm mit der bemannten Ares-I-Rakete und dem Orion-Raumschiff sowie der Schwerlastrakete Ares V. Das ganze Projekt litt von Beginn an unter Schwierigkeiten bei der Finanzierung und wurde im Jahr 2010 von US-Präsident Barack Obama wieder eingestellt. Als Kompromiss sollte lediglich das Orion-Raumschiff erhalten und weiterentwickelt werden.
Der Widerstand gegen die Einstellung des Constellation-Programms wurde größer, und im Sommer 2011 beauftragte der US-Kongress die NASA mit dem Bau einer neuen Schwerlastrakete. Diese jetzt Space Launch System genannte Rakete sollte ihren noch unbemannten Erstflug im Jahr 2017 absolvieren. Ein erster bemannter Start war für 2021 vorgesehen. Die Rakete soll aus Technologien des Space Shuttles und den Planungen der Ares-V-Rakete entwickelt werden.
Nach Verzögerungen bei der Raketenentwicklung gab die NASA Ende 2019 bekannt, den ersten unbemannten Testflug im Juli 2020 starten zu wollen. Die erste bemannte Mission, eine geplante Mondumkreisung, sollte nun im Juni 2022 starten. Auch diese Termine wurden später wieder verworfen, derzeit ist der erste bemannte Flug für 2026 geplant.

## Aufbau der Rakete

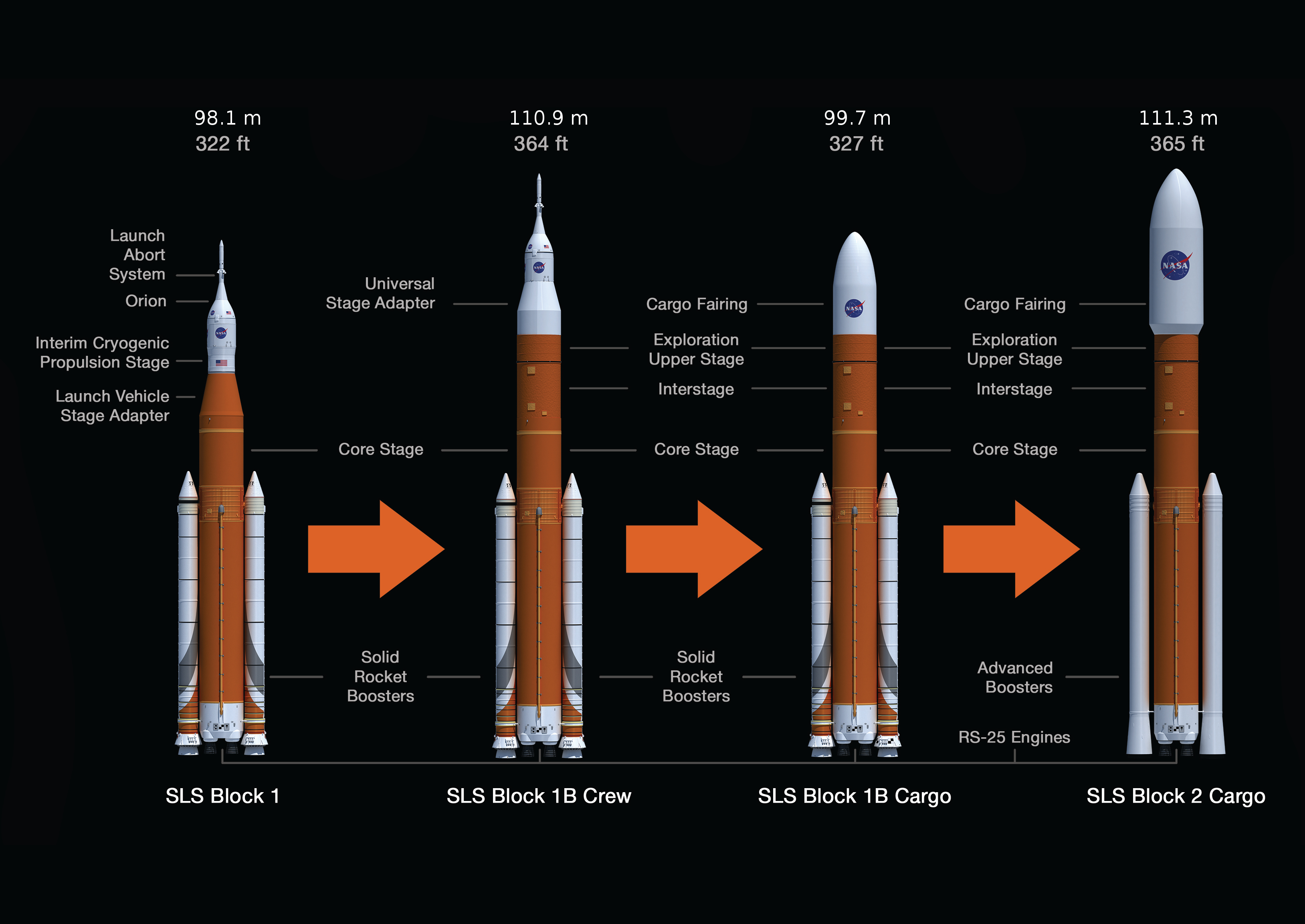
Entwicklungsstufen des SLS

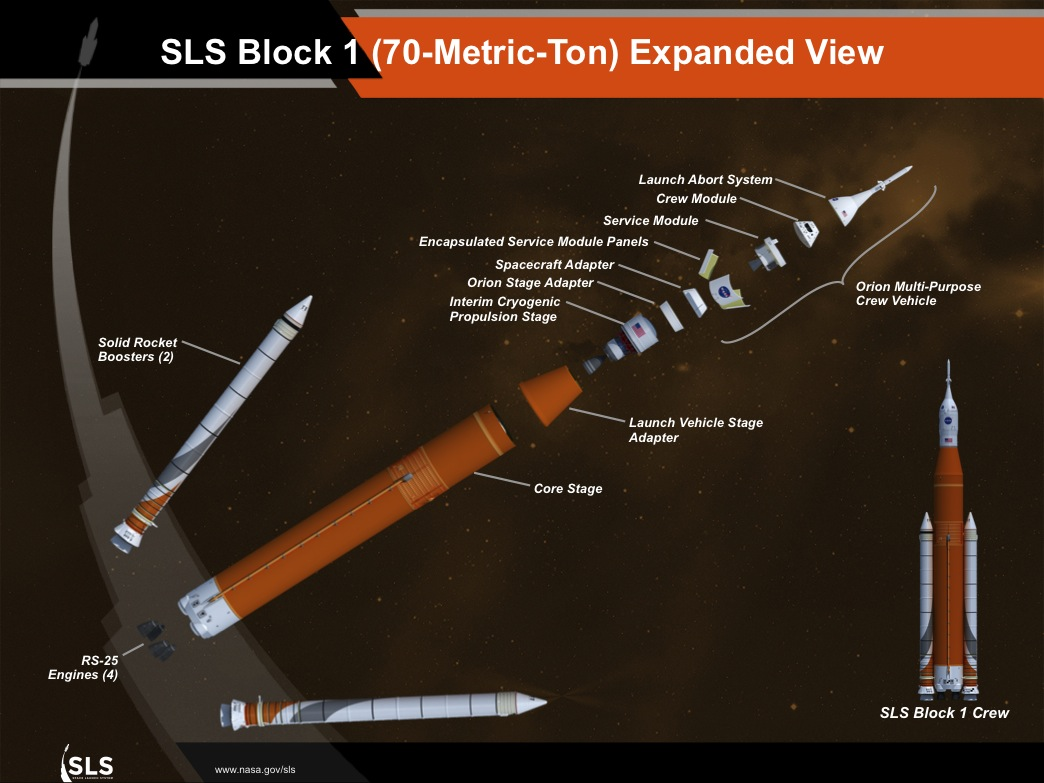
Explosionszeichnung der Block-1-Version (bemannt)

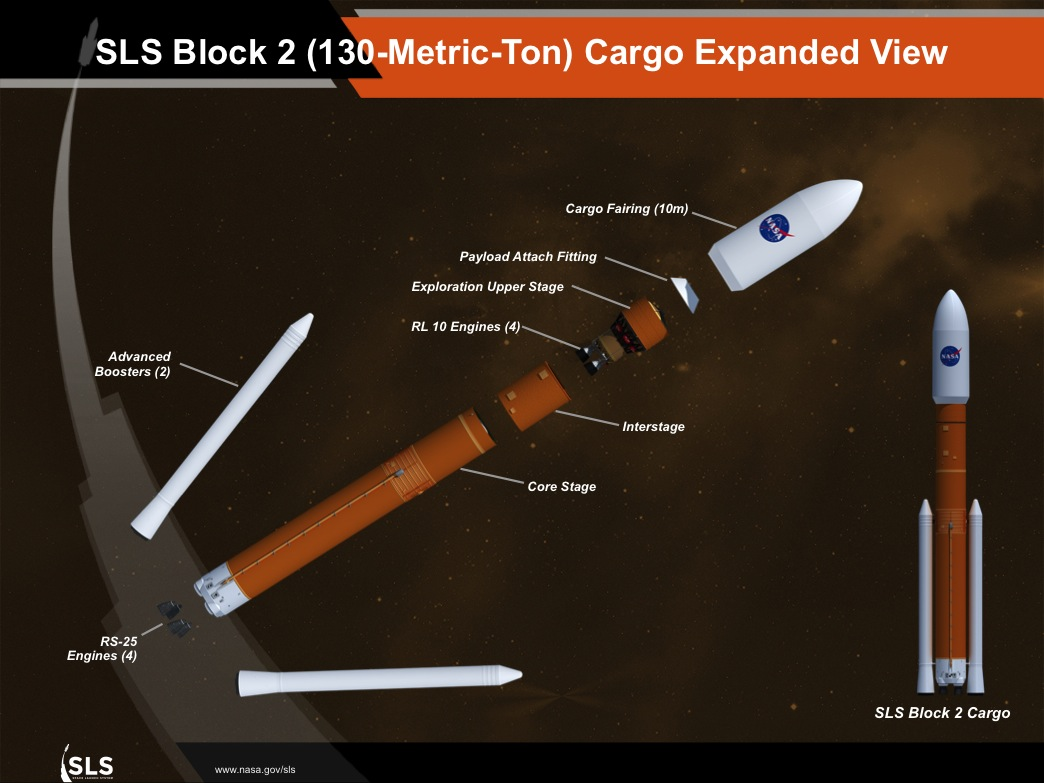
Explosionszeichnung der Block-2-Version (unbemannt)

Das SLS soll über mehrere Schritte zu einer Schwerlastrakete mit einer Kapazität von ca. 130 Tonnen Nutzlast in eine niedrige Umlaufbahn entwickelt werden. Als Erstes soll die Block 1 genannte Version zum Einsatz kommen. Mit Rettungsrakete an ihrer Spitze ist diese Kombination 98 Meter hoch und wiegt beim Start etwa 2500 Tonnen. Die Nutzlastkapazität des Trägers beträgt 95 Tonnen für eine erdnahe Umlaufbahn (LEO) beziehungsweise 26 Tonnen zum Mond. Sie soll das Orion-Raumschiff in eine Mondumlaufbahn befördern können.
Die Block 1B genannte Variante soll über eine stärkere Oberstufe (Nutzlast von 130 Tonnen LEO bzw. 45 Tonnen zum Mond) verfügen und sowohl das Orion-Raumschiff als auch unbemannte Nutzlasten wie Planetensonden befördern können.
Mit neuen und verstärkten Boostern soll die Rakete mit der Bezeichnung Block 2 später ihre maximale Nutzlastkapazität erreichen und größere Bestandteile für Asteroiden- und/oder Marsmissionen ins All befördern können.
Ob Block 1B und Block 2 tatsächlich realisiert werden, ist wegen der Verspätungen und entsprechend ausufernder Kosten im SLS-Programm ungewiss. Die US-Regierung unter Donald Trump wollte den Zeitplan in den Griff bekommen, indem sie privat betriebene und wiederverwendbare Trägerraketen bevorzugte. Die Aufgabe der SLS könnte auf die Beförderung des bemannten Orion-Raumschiffs in eine Mondumlaufbahn beschränkt werden, wofür Block 1 ausreicht. Die Entwicklung der für Block 1B und 2 benötigten stärkeren Oberstufe wurde 2018 eingefroren, aber 2020 wieder aufgenommen. Insofern die Weiterentwicklung des SLS wie geplant verläuft, wird der Erststart von Block 1B mit Artemis 4 und der von Block 2 mit Artemis 9 erfolgen.

### Erste Stufe
Die erste Stufe hat 8,38 m Durchmesser, das entspricht dem Durchmesser des externen Tanks des Space Shuttles. Sie soll vier RS-25D/E-Triebwerke verwenden, die von den SSME des Space Shuttle abgeleitet sind. Bei den ersten Flügen sollen modernisierte SSMEs zum Einsatz kommen, die noch aus dem Space-Shuttle-Programm übrig sind. Zu diesen für vier Flüge ausreichenden 16 Triebwerken bestellte die NASA bei Aerojet Rocketdyne im November 2015 weitere sechs neue Motoren. Der Tank für den flüssigen Wasserstoff befindet sich im unteren Teil der ersten Stufe und der für den flüssigen Sauerstoff darüber. Diese erste Stufe soll bei allen Varianten des SLS Verwendung finden.

### Booster
Die Block-1- und Block-1B-Varianten sollen beim Start zwei von den Space-Shuttle-Feststoffraketen abgeleitete, modernisierte Booster verwenden. Die Booster sollen aus fünf anstatt der beim Space Shuttle eingesetzten vier Segmenten bestehen. Die beiden Booster sind seitlich an der ersten Stufe angebracht und sollen – anders als beim Space-Shuttle-Programm – nicht wiederverwendet werden.
Für Block 2 ließ die NASA von der Industrie leistungsfähigere Booster mit flüssigem oder festem Treibstoff untersuchen, die die Feststoffbooster ersetzen sollten. Aerojet, Alliant Techsystems und ein Konsortium aus Dynetics und Pratt & Whitney Rocketdyne bewarben sich mit verschiedenen Konzepten. Der Entwurf von Dynetics und Pratt & Whitney Rocketdyne sah eine Steigerung der SLS-Nutzlastkapazität um 20 t vor. Das Vorhaben wurde jedoch 2014 von der NASA aufgegeben.

### Oberstufe
Bei der Block-1-Variante dient eine leicht abgeänderte zweite Stufe DCSS (Delta Cryogenic Second Stage) der Delta-IV-Rakete unter dem Namen ICPS (Interim Cryogenic Propulsion Stage) als Oberstufe. Bei den Varianten Block 1B und Block 2 soll eine leistungsfähigere Oberstufe namens EUS (Exploration Upper Stage) zum Einsatz kommen. Diese Oberstufe hat denselben Durchmesser wie die erste Stufe und soll vier wiederzündbare RL10-Triebwerke verwenden.

## Eigenschaften
SLS soll mindestens 13 Tankzyklen überstehen können, welche durch Startabbrüche und andere Verzögerungen notwendig werden können. Die montierte Rakete kann mindestens 180 Tage an der Startrampe verbleiben.
Das SLS ist im Vergleich mit der bisher stärksten Rakete – der Falcon Heavy – so leistungsfähig, dass es größere und schwerere Raumsonden auf eine Transferbahn zu den Gasplaneten usw. bringen kann, je nach Ziel auch Raumsonden derselben Masse ohne missionsverlängernde Swing-by-Manöver.

## Entwicklung und Herstellung
Beide SLS-Stufen werden von Boeing entwickelt und gefertigt. Die Produktion ist auf dem Gelände der Michoud Assembly Facility der NASA in New Orleans angesiedelt. Im November 2014 verließ dort das erste Ringsegment für eine SLS-Erststufe die neu eingerichtete Schweißanlage. Im Januar 2015 begann das Stennis Space Center der NASA mit Testzündungen von RS-25-Raketentriebwerken, um diese für den Einsatz mit dem SLS vorzubereiten.
Im Oktober 2018 stellte der NASA-Generalinspekteur fest, dass es bei der Entwicklung der ersten Raketenstufe zu erheblichen Verzögerungen und Budgetüberschreitungen gekommen sei, und warnte vor weiteren Problemen. Die Ursachen liegen demnach in Missmanagement bei Boeing und unzureichender Überwachung durch die NASA.

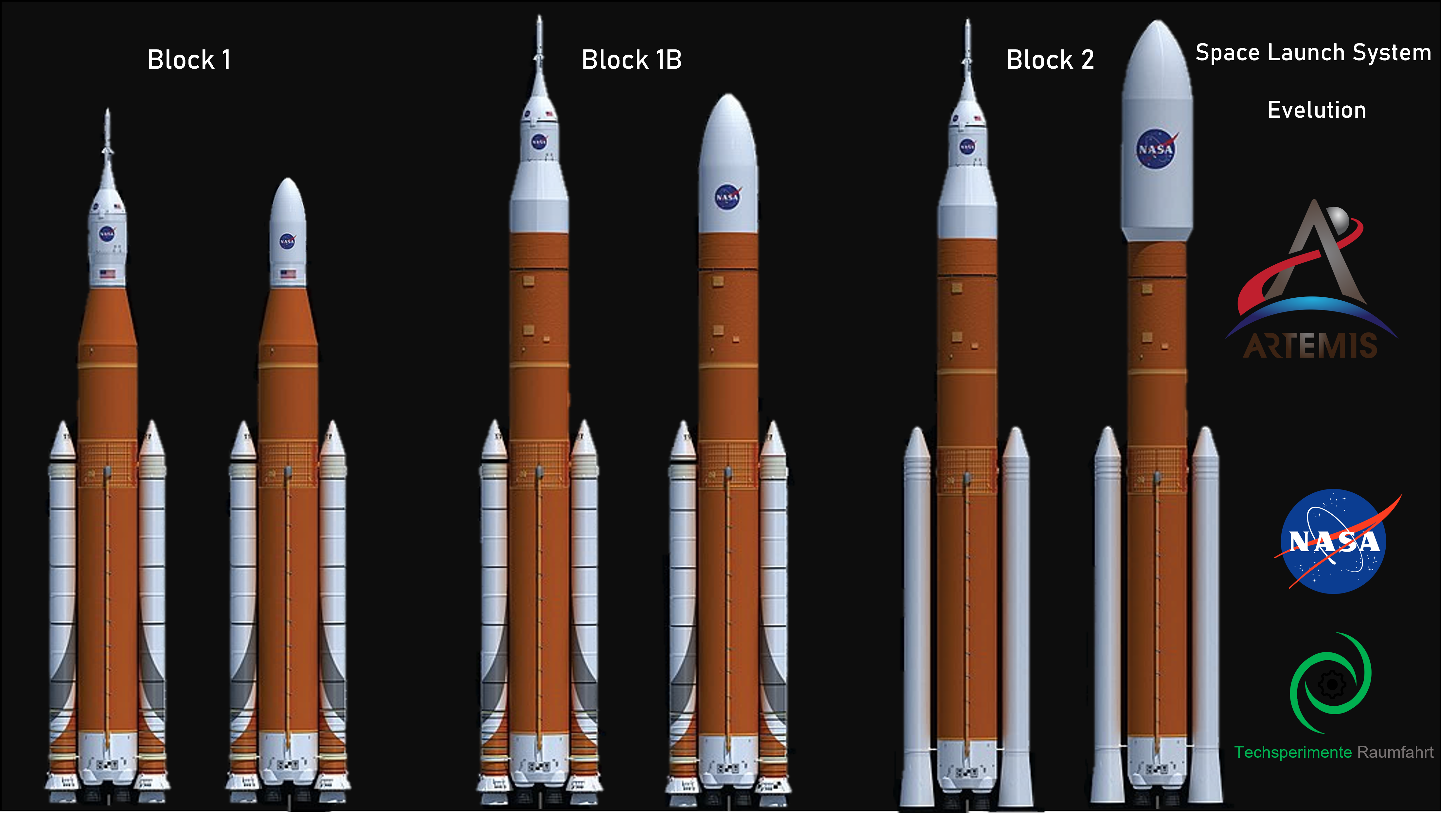
Alle Cargo und Crew Versionen des SLS

Im Jahr 2019 wurde die erste Stufe der ersten Rakete zusammengebaut, die für den Start der Mission Artemis 1 vorgesehen ist. Anschließend wurde die Erststufe für einen achtminütigen Testlauf zum Stennis Space Center gebracht. Der Test fand am 16. Januar 2021 statt, brach aber wegen eines Hydraulikproblems im Zusammenhang mit der Schubvektorsteuerung nach nur 67 Sekunden ab. Am 18. März 2021 wurde der Test erfolgreich wiederholt und die erste Stufe feuerte für 8 Minuten und 19 Sekunden.

## Startliste

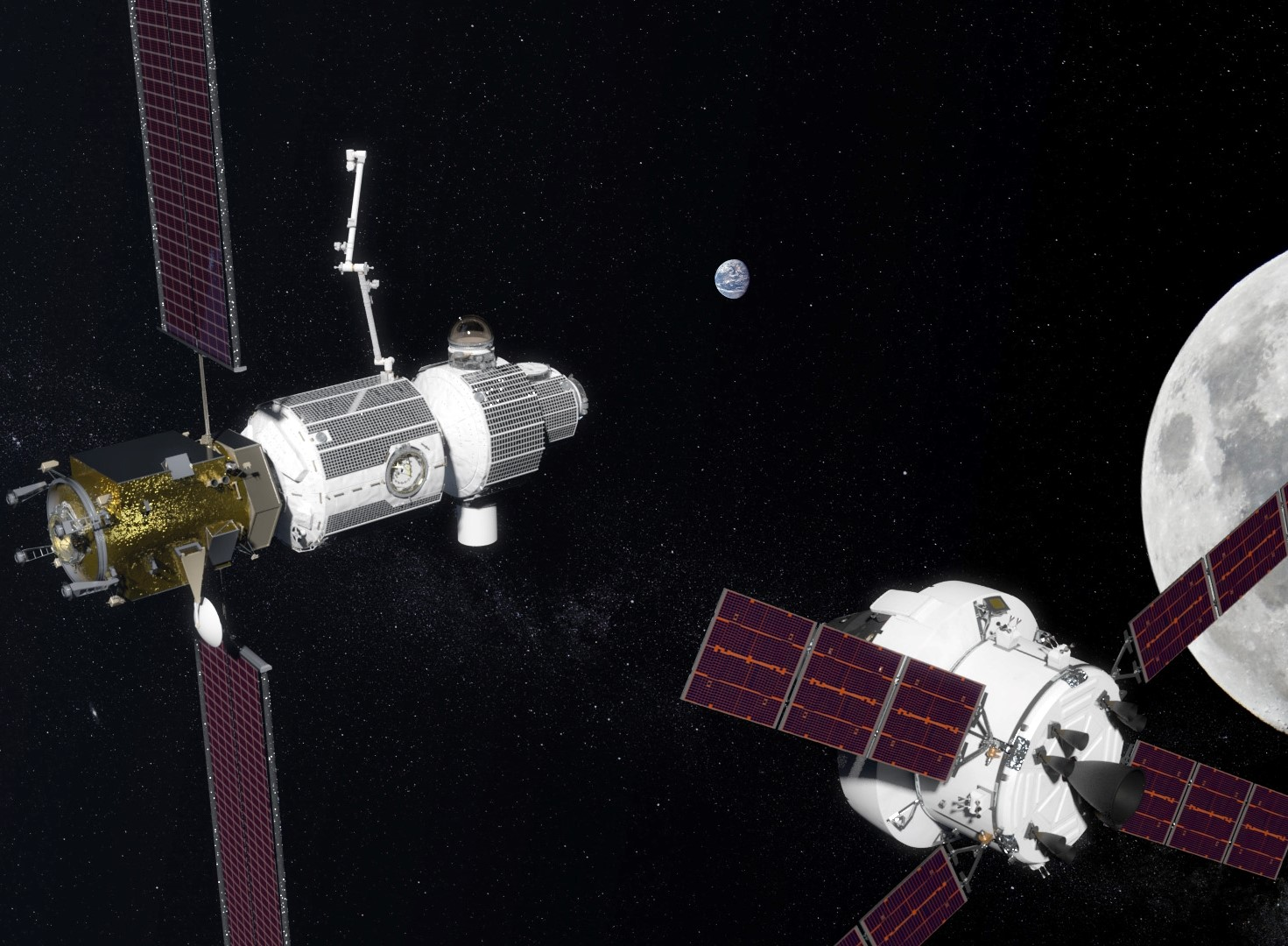
Ein Orion-Raumschiff besucht den Lunar Orbital Platform-Gateway (NASA-Grafik von 2017)

| Mission   | Startdatum (UTC)    | Variante     | Bemerkung |
| --------- | ------------------- | ------------ | --- |
| Artemis 1 | 16. Nov. 2022 06:47 | Block 1 Crew | Testflug mit einem unbemannten Orion-Raumschiff zum Mond. Gesamtdauer 26 Tage, davon 6 im Mondorbit. Zusätzlich wurden 10 Cubesats ausgesetzt, darunter mehrere Mondorbiter und ein Mondlander. |

| Mission   | Ziel- termin | Variante      | Bemerkung |
| --------- | ------------ | ------------- | --- |
| Artemis 2 | 2026         | Block 1 Crew  | Testflug; Mondumrundung mit einer bemannten Orion-Kapsel |
| Artemis 3 | 2027         | Block 1 Crew  | Bemannte Orion-Kapsel in eine Mondumlaufbahn, von dort mit einer Starship-Landefähre zur Mondoberfläche und nach einer Woche wieder zurück. Das Starship soll bereits zuvor mit einem Super Heavy-Booster zum Mond gestartet werden. |
| Artemis 4 | 2028         | Block 1B Crew | Bemannte Orion-Kapsel zum LOP-G, von dort mit einer Starship-Landefähre zur Mondoberfläche und wieder zurück. Zusätzlich soll das I-Hab.Modul am LOP-G angebracht werden.                                                            |
| Artemis 5 | 2029         | Block 1B Crew | Bemannte Orion-Kapsel und ESPIRIT Modul zum LOP-G, von dort mit eine Blue-Moon-Landefähre und einem Mondauto zum Mond und wieder zurück.                                                                                             |
| Artemis 6 | 2030         | Block 1B Crew | Bemannte Orion-Kapsel und Luftschleusenmodul zum LOP-G, von dort mit einem Lander zum Mond und wieder zurück. |
| Artemis 7 | 2031         | Block 1B Crew | Bemannte Orion-Kapsel zum LOP-G, von dort mit einem Lander und einem Mondauto, welches durch einen separaten Lander transportiert wird, zum Mond und wieder zurück.                                                                  |

| Mission           | Ziel- termin | Variante      | Bemerkungen |
| ----------------- | ------------ | ------------- | --- |
| Europa Clipper    | 2024         | Block 1 Cargo | Sonde zum Jupitermond Europa; startete am 14. Oktober 2024 mit einer Falcon Heavy von SpaceX.                                    |
| Asteroid Redirect | 2026         | Block 1B      | Eine Orion-Kapsel sollte mit vier Besatzungsmitgliedern zu einem erdnahen Asteroiden fliegen, der robotisch erfasst worden wäre. |

## Vergleich mit anderen Schwerlastraketen
Die folgenden Superschwerlast-Trägerraketen sind derzeit im Einsatz oder in Entwicklung. Eine historische Übersicht gibt die Liste der höchsten Trägerraketennutzlasten.
| Rakete       | Hersteller  | Stufen | Seitenbooster | max. Nutzlast     | max. Nutzlast      | wiederverwendbar                              | bemannte Missionen | orbitaler Erstflug             |
| Rakete       | Hersteller  | Stufen | Seitenbooster | LEO               | GTO                | wiederverwendbar                              | bemannte Missionen | orbitaler Erstflug             |
| ------------ | ----------- | ------ | ------------- | ----------------- | ------------------ | --------------------------------------------- | ------------------ | ------------------------------ |
| Starship     | SpaceX      | 2      | –             | > 250 t > 120 t 1 | > 21 t (> 100 t 2) | vollständig                                   | geplant            | Starlink v3, 2025 (angestrebt) |
| CZ-9         | CALT        | 2–3    | –             | > 150 t > 100 t 1 | > 50 t > 35 t 1    | Erststufe                                     | nicht geplant      | ca. 2033 (angestrebt)          |
| SLS Block 1B | Boeing      | 2      | 2             | > 105 t           | > 42 t             | nein                                          | geplant            | Artemis 4, 2028 (geplant)      |
| SLS Block 1  | Boeing      | 2      | 2             | > 095 t           | > 27 t             | nein                                          | geplant            | Artemis 1, 2022                |
| CZ-10        | CASC        | 3      | 2             | > 070 t           | > 25 t             | nein                                          | geplant            | 2027 (geplant)                 |
| Falcon Heavy | SpaceX      | 2      | 2             | > 064 t > 030 t 1 | > 27 t             | Erststufe, Seitenbooster, Nutzlastverkleidung | nicht geplant      | FH Demo, 2018                  |
| New Glenn    | Blue Origin | 2      | –             | > 045 t 1         | > 13 t 1           | Erststufe                                     | geplant            | 2025                           |